# 음성 채씨
음성 채씨(陰城蔡氏)는 충청북도 음성군을 본관으로 하는 한국의 성씨이다.

## 역사
음성 채씨의 시조(始祖) 채충(蔡冲)이 고려조(高麗朝)에 중랑장(中郞將)을 역임하였다.

## 본관
음성(陰城)은 충청북도 북서쪽에 위치한 지명이다. 본래 진한(辰韓)의 영토였으나 고구려 장수왕 때 잉홀현(仍忽縣)이라 하였고, 553년(신라 진흥왕 14)에 신라의 영토가 되어 757년(경덕왕 16) 음성현(陰城縣)으로 고쳐서 흑양군(黑壤郡)에 속하게 하였다. 995년(고려 성종 14) 중원도(中原道) 진주(晉州)에 속하였고, 1018년(현종 9) 양광도(陽廣道) 충주목(忠州牧)에 속하게 되었으나 1356년(공민왕 5) 충청도(忠淸道) 국원경(國原京) 음성현으로 개편되었다. 1413년(태종 13)에 와서 현감(縣監)을 두었고, 1592년(선조 25) 폐현되어 청안현(淸安縣)에 속하였으며 1618년(광해군 10)에 다시 음성현이 되었다. 1896년 충청북도 음성군이 되었다.

## 인물
- 채충순(蔡忠順, ? ∼ 1036년) : 고려 전기의 문신. 목종 때 중추원부사(中樞院副使)가 되었다. 1009년(목종 12) 왕이 병중에 있을 때, 김치양(金致陽)이 천추태후(千秋太后)와 사통해 얻은 아들을 왕위에 올리려는 역모를 꾸미자 왕명으로 중추원사(中樞院使) 최항(崔沆) 등과 함께 대량원군 순(大良院君 詢)을 영입하였다. 현종이 즉위하자 직중대(直中臺)가 되었고, 이어 이부시랑 겸 좌간의대부(吏部侍郎兼左諫議大夫)를 지냈다. 1011년(현종 2) 거란이 침입하자 왕을 호종해 나주로 피난했고, 거란이 퇴거한 뒤 비서감(祕書監)을 거쳐 중추사(中樞使)에 올랐다. 이듬해 예부상서(禮部尙書)·중추원사가 되고, 그 해 사신으로 거란에 다녀왔다. 1016년 예부상서 좌산기상시 중추사(禮部尙書左散騎常侍中樞使)를 거쳐 1018년 이부상서 참지정사(吏部尙書參知政事)에 올랐다. 이듬해 추충진절위사공신(推忠盡節衛社功臣)이 되고 제양현개국남(濟陽縣開國男)에 봉해졌다. 이 때 왕에게 아뢰어 부모의 나이가 80 이상이 된 군사는 병역을 면하여 취양(就養)하게 하고, 부모의 나이가 70이 넘고 다른 형제가 없는 문무관은 외직에 보(補)하지 말 것이며, 그 부모에게 병이 있으면 200일의 휴가를 주어 보살피게 하였다. 1021년 검교태위(檢校太尉)에 올라 제양현개국자(濟陽縣開國子)에 봉해지고, 보국공신(輔國功臣)이 더해졌다. 1022년 내사시랑평장사 겸 서경유수(內史侍郎平章事兼西京留守)가 되고, 이듬해 태자소사(太子少師), 1025년 판상서예부사(判尙書禮部事)를 역임하였다. 1027년 문하시랑평장사(門下侍郎平章事)에 승진되었으며, 1030년 판서경유수사(判西京留守事)가 되었다가 이듬해 병으로 치사(致仕)하였다. 글씨에도 일가를 이루었으며, 시호는 정간(貞簡)이다.[1]

- 채충현(蔡忠顯) : 고려 문종 때 예부상서

- 채정(蔡靖, ？ ∼ 1217년) : 고려 중기의 문신. 음성현(陰城縣)의 향리였는데, 학문에 힘써 경서를 통달하였다. 고려 명종 때 과거에 급제하여 동도서기(東都書記)를 맡았을 때는 청렴하고 덕행을 베풀었다. 임기가 만료된 후 국학학정(國學學正)에 보임되니 7관(七管)의 제생(諸生)이 그를 공경하면서도 어려워하였다. 고려 신종(神宗) 때 진양(晋陽) 수령으로 나갔는데, 마침 동도(東都)와 영주(永州)에서 변란이 일어났다. 조정에서 안무사(安撫使)를 파견하려 했으나 적임자를 얻기 어려웠는데 동도 사람들이 변함없이 채정을 사모하고 있다는 소문을 듣고 그를 유수부사(留守副使)로 임명하였다. 채정이 단신으로 부임해 오자 동도의 사람들은 그가 온다는 말을 듣고 모두 마음을 돌려 안정을 되찾게 되었다. 고려 고종(高宗) 초에 서도(西都) 유수로 있다가 1217년(고종 4년) 3월 추밀원부사(樞密院副使)로 치사하였다.[2]

## 인구
- 1985년 9가구 45명
- 2000년 73가구 248명